# فليفلة

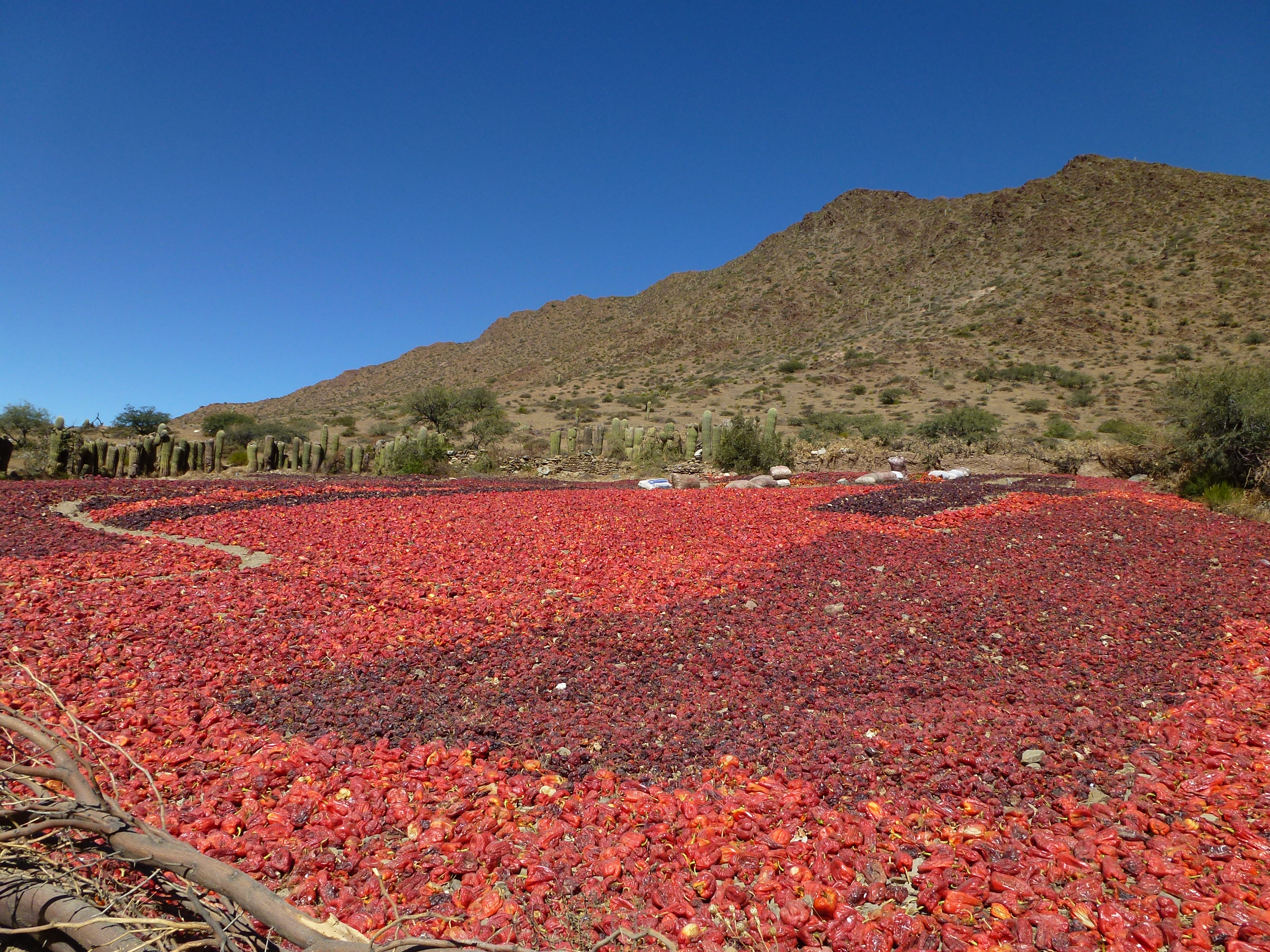
فليفلة حمراء في برسيمون (الأرجنتين) تجفف في الهواء الطلق قبل تحويلها إلى بودرة

الفُلَيْفِلَة أو كابسيكام(باللاتينية: Capsicum) جنس نباتي من الفصيلة الباذنجانية. موطنه الأصلي الأمريكيتان ويزرع حالياً في جميع أنحاء العالم. تستخدم بعض أنواع الفليفلة في البهارات والخضروات وكمادة طبية.
لثمرة الفليفلة العديد من الأسماء تعتمد على النوع والمكان. النوع الحار يسمى عادة الفليفلة الحارة. في بعض أرجاء العالم تدعى البابريكا (يطلق اسم البابريكا أيضاً على التوابل المعدة عن طريق طحن عدة أنواع من الفليفلة المجففة).
الاسم العلمي مشتق من كلمة يونانية (كابتو) والتي تعني «يقضم» أو «يبتلع». في اللغة الإنكليزية، يستخدم اسم (بالإنجليزية: pepper)‏ بسبب طعمه المشابه لبهار الفلفل الأسود (Piper nigrum)، على الرغم من عدم وجود علاقة نباتية مع هذا النبات أو مع فلفل السيشوان (Sichuan pepper). أما اسم تشيلي (بالإنجليزية: chilli)‏ فهو مأخوذ عن الشعب الناهولتي (أحد الشعوب الأصلية في المكسيك) وذلك بمصطلح تشيلي، الذي يطلق على أنواع كثيرة من محاصيل الفليفلة منذ 3000 سنة قبل الميلاد تقريباً، والدليل على ذلك آثار عثر عليها في فخاريات من بويبلا وواخاكا.

## ظروف النمو
ظروف النمو المثالية للفلفل هي مكان مشمس مع تربة دافئة، بشكل مثالي 21-29 سْ (70-84 فْ)، بحيث تكون رطبة لكن غير مغمورة بالمياه. النبات حساس للصقيع. للإزهار، الفليفلة تعتبر من المحاصيل غير الحساسة لدور التعرض للضوء، الأزهار قادرة على التلقيح الذاتي.

## من أنواعه

### الأنواع والأصناف
هناك 20-27 نوع للفليفلة،  خمس منها مدجنات :C. annuum, C. baccatum, C.chinense, C.frutescens, and C. pubescens . وتم إجراء تجارب وفحوصات حول علاقات النشوء والتطور بين جميع الأنواع باستخدام البيانات الجغرافية الحيوية، الشكلية (مورفولوجيا)،  التراكيب الكيميائية،  التهجين، المعلومات الوراثية. تختلف ثمار الفليفلة عن بعضها بين وبداخل الأنواع بشكل كبير جداً في الشكل، الحجم، اللون، مما أدى إلى حالة من الغموض للعلاقات بين الأصناف. ساعدت تكنولوجيا التراكيب الكيميائية في تمييز الفرق بين الأصناف والأنواع. على سبيل المثال: C. baccatum نوع.baccatum له نفس الفلافونويد (مادة توجد في النباتات تحمي من السرطان وأمراض القلب) ل C . baccatum نوع pendulum، مما جعل الباحثون للاعتقاد بأن المجموعتين تنتمي إلى نفس النوع.
العديد من الأصناف من نفس النوع يمكن استخدامها في العديد من الطرق المختلفة. على سبيل المثال، C. annuum يشتمل بأصنافه على الفلفل الحلو، الذي يباع في كل حالته الخضراء غير الناضجة أو الحالة الطازجة وتشمل الأحمر والأصفر والبرتقالي. هذا النوع نفسه لديه أصناف أخرى أيضاً مثل تشيلي أنهايم التي غالباً تستخدم للحشو، التشيلي أنتشو المجفف تستخدم لصنع مسحوق الفلفل، الهالابينو معتدل إلى حار، الفلفل المدخن، اهالابينو الناضج، تعرف باسم تشيبوتل.

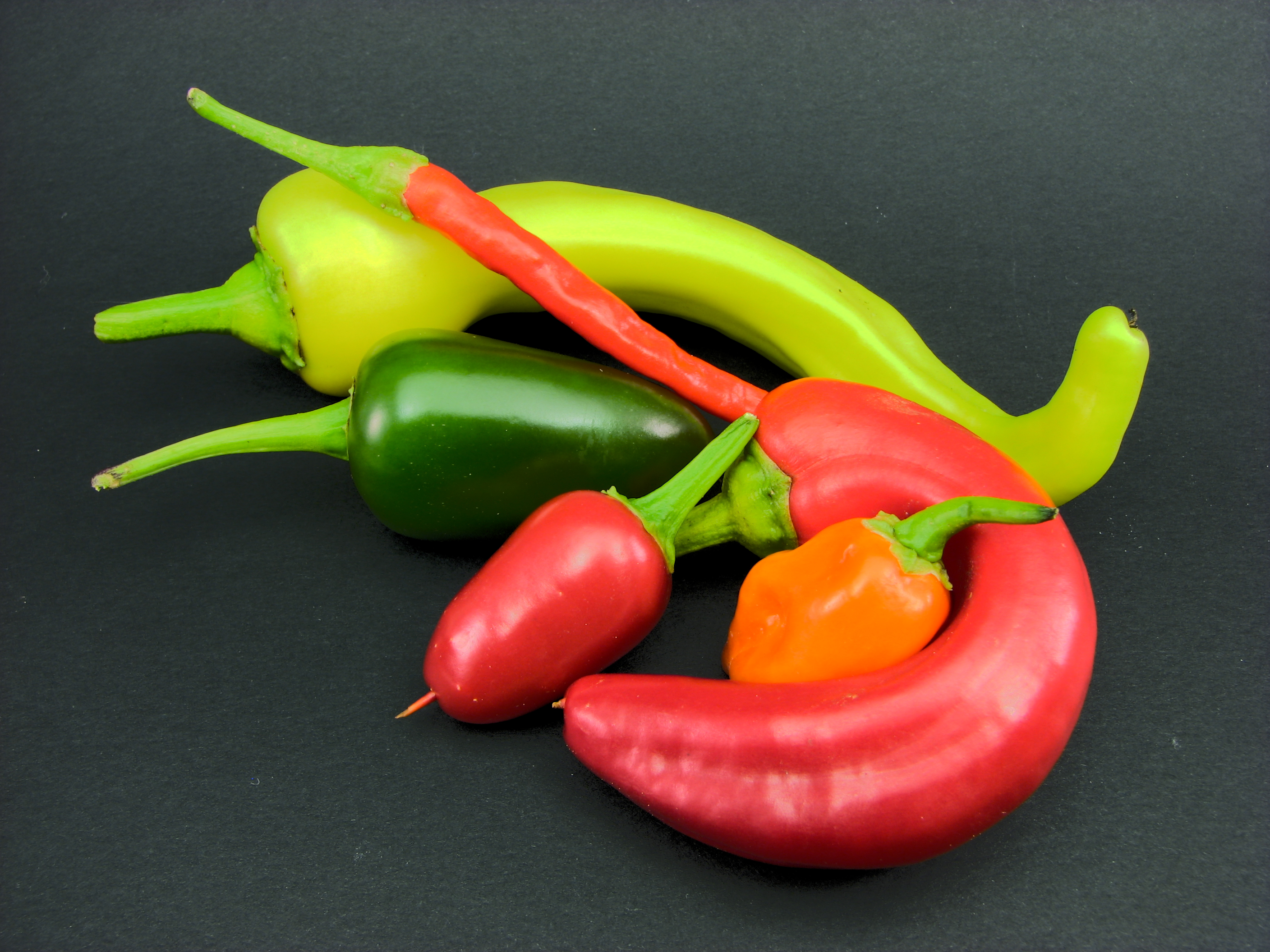
مجموعة من هالبينو، فلفل الموز، فليفلة حريقة، فلفل حار، وهابانيرو فلفل

معظم الكبسايسين في الفلفل الحار اللاذع يتركز في بذور على الطبقة المحيطة بالأضلاع الداخلية (الحواجز) التي تقسمها إلى مقاطع بحيث أن البذور تلتصق فيها. وأظهرت دراسة عن إنتاج كبسايسين في ثمار	C. chinense أن الحويصلات المنتجة للكبسايسين توجد فقط في خلايا البشرة للنبتة من الحاجز بين الفصين من الفواكه اللاذعة، وأن تكوين المقاطع يحدث فقط نتيجة لتراكم تلك الحويصلات، ويتحكم بالطعم اللاذع والحويصلات بواسطة موضع واحد،Pun 1 والتي يوجد لها اثنين على الأقل من الجينات المتنحية التي تنتج من نوع C. chinense غير اللاذع.
محتوى الكبسايسين في الفلفل الحار يختلف بشكل كبير بين الأصناف ويقاس بوحدات الحرارة سكوفيل (SHU). الفلفل المشهور عالمياً لطعمه الحار حسب رتبته من قبل (SHU) هو «كارولينا ريبر» التي تم قياسها في أكثر من 220000SHU.
يضم جنس الفليفلة ما بين 20-27 نوعاً أهمها:
- الفليفلة الاستثنائية (باللاتينية: Capsicum eximium)
- الفليفلة توأمية الأوراق (باللاتينية: Capsicum geminifolium)
- الفليفلة الحولية (باللاتينية: Capsicum annuum)
- الفليفلة دقيقة الأزهار (باللاتينية: Capsicum minutiflorum)
- الفليفلة الرائعة (باللاتينية: Capsicum mirabile)
- الفليفلة الزغبية (باللاتينية: Capsicum villosum)
- الفليفلة الشاكوية (باللاتينية: Capsicum chacoense)
- الفليفلة الشجيرية (باللاتينية: Capsicum frutescens).

يعتبر من النباتات المعمرة، ليس له أهمية في التهجين، الثمار صغيرة لونها أحمر أو أصفر، طعمها حريف جداً.
- الفليفلة صغيرة الأوراق (باللاتينية: Capsicum parvifolium)
- الفليفلة الصينية (باللاتينية: Capsicum chinense).
- الفليفلة العنيبية (باللاتينية: Capsicum baccatum).
- الفليفلة القرمزية (باللاتينية: Capsicum coccineum)
- الفليفلة القرنية (باللاتينية: Capsicum cornutum)
- الفليفلة المتدلية (باللاتينية: Capsicum pendulum).

يعتبر من النباتات المعمرة، الثمار صغيرة ذات أعناق طويلة مختلفة الأشكال لونها أحمر أو أصفر عند النضج، طعمها حرّيف، يقاوم هذا النوع الجفاف والبرودة ولكن لا يمكن تهجينه مع الأنواع الأخرى.
- الفليفلة المنحنية (باللاتينية: Capsicum flexuosum)
- الفليفلة الوبرية (باللاتينية: Capsicum pubescens). لا يستفاد منه في التهجين وهو يزرع كنبات زينة. ثماره بيضوية تتلون باللون الأصفر عند النضج، طعم الثمار حريف جداً ويعتبر من النباتات المعمرة.

## المعلومات الغذائية
تحتوي كل حبة متوسطة من الفليفلة الحلوة الحمراء، بحسب وزارة الزراعة الأمريكية على المكونات الغذائية التالية:
- السعرات الحرارية: 37
- الدهون: 0.36
- الكاربوهيدرات: 7.18
- الألياف: 2.5
- السكر: 5
- البروتينات: 1.18

## فوائد صحية
تحتوي الفليفلة على نسبة عالية من الفيتامين C (ضعف النسبة الموجودة في الليمون) كما أنها تحتوي على الفيتامين E وعدة معادن وفيتامينات أخرى. 

### الجينات
معظم أنواع الفليفلة هي 2ن=24، وهناك عدد قليل من أنواع غير المدجنة تكون 2ن=32.

### التكاثر
يجري تنفيذ العديد من برامج الإكثار من قبل الشركات والجامعات. أصدرت جامعة ولاية نيو مكسيكو عدة أصناف في السنوات القليلة الماضية. عملت كورنيل على تطوير أصناف تتكيف إقليمياً. وقد تم تطوير العديد من أنواع الفلفل في مجالات الحرارة، والحجم، والمحصول.

## كبسايسين في الفليفلة
معظم أنواع الفليفلة تحوي على الكبسايسين (ميثيل فنيليل نونيناميد) وهي مادة كيميائية محبة للدهون تعطي طعم لاذع وحارق عند تذوقه للأشخاص لغير المعتادين على طعمه خصيصاً. لا تفضل معظم الثدييات هذا الطعم، عدا الطيور فهي لا تتأثر بها. إفراز الطعم الحار من الثمرة نفسها يحمي النبتة من الحشرات،  والحيوانات بأنواعها، غير أن ألوان نباتاتها الزاهية تجذب الطيور إليها لنثر بذورها.
الكبسايسين متوفرة بكميات كبيرة في الغشاء المحيط بالبذرة، الغطاء الداخلي، وبكميات قليلة بالأجزاء الأخرى من ثمار النبات من هذا النوع. لا تفرز البذور الكبسايسين بالرغم أن المحتوى الأكبر منه يوجد في اللبة البيضاء حول البذرة.
كمية توافر الكبسايسين في الثمرة متغير ويعتمد على جينات النبات والبيئة المحيطة، حيث تعطي تقريباً جميع أنواع الفليفلة كميات متفاوتة بالنظر للحرارة.
وأكثر نوع مميز من الفليفلة بدون مادة الكبسايسين هو الفليفلة الحلوة، التي لديها تصنيف صفر على مقياس سكوفيل (وهو مقياس قوة وشراسة طعم الحار). فقدان الفلفل الحلو للكبسايسين يعود لجين متنحي يعمل على عدم صنعه، وبالتالي «الطعم الحار» يعود مرجعه لبقية عائلة الفليفلة. هناك أنواع أخرى من الفليفلة التي لا تحوي على مادة الكبسايسين وهم من نفس تصنيف الفليفلة الحلوة منها: أصناف العملاق ماركوني، الحلويات اللذيذة (Yummy sweet)، جيمي نارديلو، الفلفل القلي الإيطالي.
لدى الفلفل الحار أهمية كبيرة في مجالات الطب عند الأمريكيين الأصليين، وتستعمل مادة الكبسايسين في الطب الحديث - بصورة أساسية بالعلاج الموضعي – كمنشط لدورة الدموية ومسكن. في أوقاتنا الحالية، رذاذ من خلاصة الكبسايسين، أيضاً يعرف برذاذ الفليفلة أو الفلفل، أصبح يستخدم كوسيلة غير قاتلة من قبل منفذي القانون لشلّ قدرة شخص ما، وأيضاً على نطاق واسع لمكافحة الشغب، أو من قبل الأفراد للدفاع عن النفس. يستخدم الفلفل، الموجود في الزيوت النباتية أو كمنتج بستاني، في البستنة كمبيد حشري طبيعي.
بالرغم من أن الفلفل الأسود يعطي الطعم الحارق واللاذع إلا أن سببه يعود لمادة أخرى غير الكبسايسين وتسمى بيبيرين.

## في المطبخ

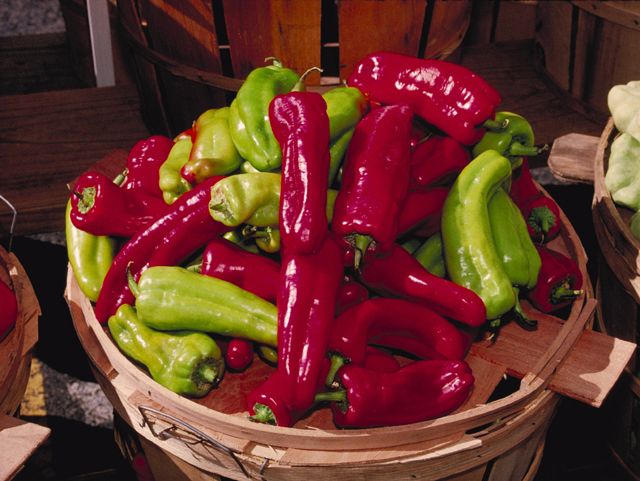
فلفل حار

تُؤكل ثمار الفليفلة طازجة أو مطبوخة. الثمار المستخدمة في الطهي هي من نوع
(frutescens .C/annuum . C) بالرغم من استخدام أنواع أخرى أيضاً. يتم وضع الفليفلة بوصفات عديدة مع مكونات أخرى مثل الجبنة، اللحمة، أو الأرز.
كما أنها تستخدم في الكثير من الأحيان بالشكل المفروم أو الطازج في السلطات أو مطبوخة بين البطاطا المقلية وأطباق مختلفة أخرى. يتم تقطيعها إلى أجزاء مقلية، وممكن أن تطهى بأكملها أو مقطعة، أو مفرومة ويتم دمجها لصنع الصلصات المتنوعة، بحيث تكون المكون الأساسي لها.
ويتم حفظ الفليفلة على شكل مربى، أو عن طريق تجفيفها، أو تخليها، أو تجميدها. يمكن إعادة تشكيل الفلفل المجفف كله أو على شكل رقائق أو مسحوق (بودرة). بأغلب الأحيان يتم وضع الفليفلة المتبلة والمملحة في الوجبات والسلطات. الفليفلة المجمدة تستخدم في الطبيخ، الحساء، والصلصات. خلاصة الفليفلة يمكن صنعها ودمجها بالخلطات الحارة.
لقد عرف الغزاة الإسبانيون قدرتهم وإبداعاتهم في الطهي، وأتوا بها إلى أوروبا بجانب كل من الكاكاو، البطاطا، البطاطا الحلوة، التبغ، الذرة، الفاصولياء، والديك الرومي. بالإضافة لذلك فقد أحضرت إلى المستعمرات الإسبانية الفلبينية ومنها انتقلت إلى آسيا. بينما نقل البرتغاليون قدراتهم بهذا المجال إلى منظماتهم الإفريقية والآسيوية مثل الهند.
كل نوع من أنواع الفليفلة لها ميزتها الخاصة، لكن للأنواع الحارة تقدير خاص والسبب في ذلك أنها تعمل على إحياء النظام الغذائي الممل. وكان لها أهمية كبيرة في المتطلبات الغذائية لأسباب دينية منها الصوم الكبير في المسيحية.
استفاد المطبخ الإسباني من اكتشاف الفلفل في العالم الجديد، ومن الصعب عزل الطبخ الإسباني عن الفلفل والثوم وزيت الزيتون. الفليفلة أو البابريكا أو الفلفل الحار يعدون من المكونات الأساسية للكاريزو (طبق أسباني حار مكون من لحم الخنزير) ويسمى بيكانتي إذا تم إضافة الصلصة الحارة به، وإذا لم يضاف له فيسمى دولسي. البابريكا هي من المكونات المهمة في الأطباق المتنوعة مثل أطباق الأرز، ولها دور كبير في أساليب طبخ الحبار الجاليكية polbo á feira. يدخل الفلفل المقطع في أطباق السمك واللحم مثل chilindrón أو ajoarriero.
الراتاتوي (Pisto) هي يخنة نباتية مع فلفل والخيار كمكونات أساسية لها. يمكن للفليفلة أن تقطع وتوضع على حساء الجازباتشو كزينة له. في بعض المناطق، فإن البايكن (لحم خنزير مقدد) يكون مملح ومبهر بالبابريكا بهدف حفظه. يمكن خلط الجبنة بالبابريكا ليعطيها المظهر والرائحة. ويدعى الفلفل الدائري المجفف بالنوراز ويستخدم في أطباق كثيرة الأرز.

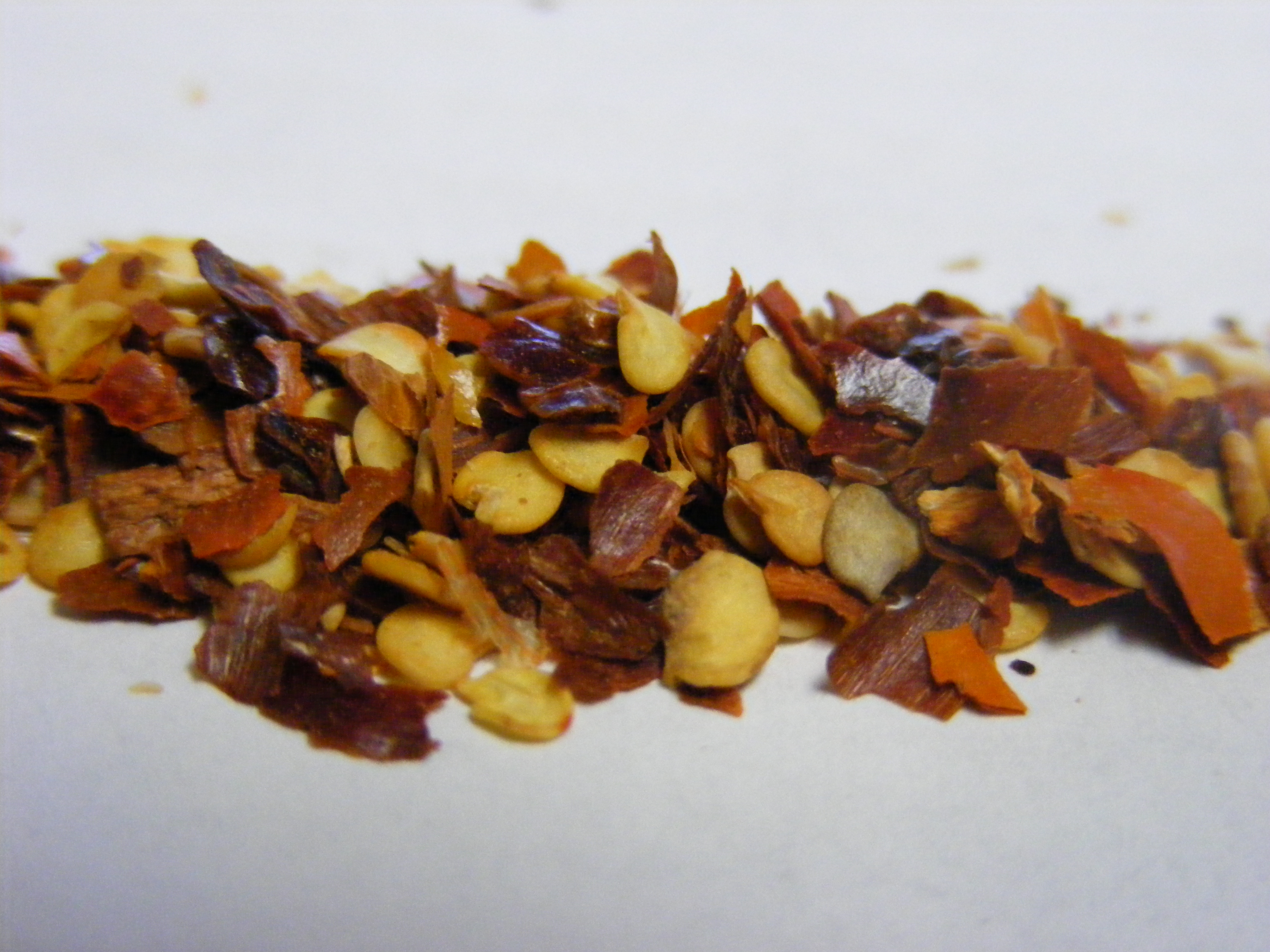
مسحوق الفلفل الأحمر

وفقاً لريتشارد بانكهورست، نوع C. frutescens من الفليفلة (أيضاً تسمى بالباربار) له أهمية كبيرة في المطبخ القومي الإثيوبي، في وقت مبكر من القرن التاسع عشر على الأقل، «كان الفيلفلة يزرع على نطاق واسع في المناطق الدافئة كلما كانت التربة مناسبة.» بالرغم من زراعتها بكل إقليم، كانت الباربارة واسعة خصيصاً في ييجو، «التي وفرت الكثير من شيوا، بالإضافة إلى الأقاليم المجاورة الأخرى.» ويذكر أيضاً أن وادي النهر الجوليما العلوي كان مكرس كلياً لزراعة هذا النبات، بحيث يتم حصادها على مدار السنة.
في سنة 2005م، استفتاء لألفي شخص كشف أن الفليفلة تعتبر من المرتبة الرابعة من أفضل الخضراوات تميزاً في الطبخ لشعب البريطاني.
في هنغاريا، الفليفلة الصفراء الحلوة – بالإضافة للطماطم – هم من المكونات الأساسية لطبق اللكسو.
الفليفلة مشهورة بشكل كبير في بلغاريا، جنوب صربيا، مقدونيا. يأكلوا في السلطات مثل سلطة شوبكا؛ مكونة من فليفلة مقلية مغطية بصلصة من عجينة الطماطم، البصل، الثوم، والبقدونس. أو أنواع أخرى مثل: لحم مفروم وأرز، والفاصولياء، جبنة الكوتاج، والبيض. وتدخل الفليفلة كمكون أساسي للأطباق التقليدية مع الطماطم وصلصة الفلفل مثل الليوتينتسا وأجفار. وهي من الأساسيات لأنواع مختلفة من الخضراوات المخللة مثل تورشيا.
تستعمل الفليفلة بشكل واسع في المطبخ الإيطالي، وتستخدم الأنواع الحارة في جميع أنحاء الجزء الجنوبي من إيطاليا كتوابل مشتركة (أحياناً تحضر مع زيت زيتون). يدخل الفليفلة في جميع الأطباق، ويتم طبخه بعدة طرق (المشوي، المقلي، المقلي جيداً) وهي من الإضافات التي تجعل الطعم لذيذ (ديليكاتيسين) مثل الندوجا.
تستخدم الفليفلة على نطاق واسع في المأكولات السيريلنكا كطبق جانبي.
كل من شعوب المايا والأزتك في أمريكا الوسطى يستخدمون ثمار الفليفلة كنكهات في مشروبات الكاكاو.

### الثمار المعترف بها عموماً على أنها آمنة
(GRAS)
Capsicum frutescens L. و Capsicum annuum L. هم المتوفرون في ال GRAS فقط.

## المرادفات والأسماء الشائعة

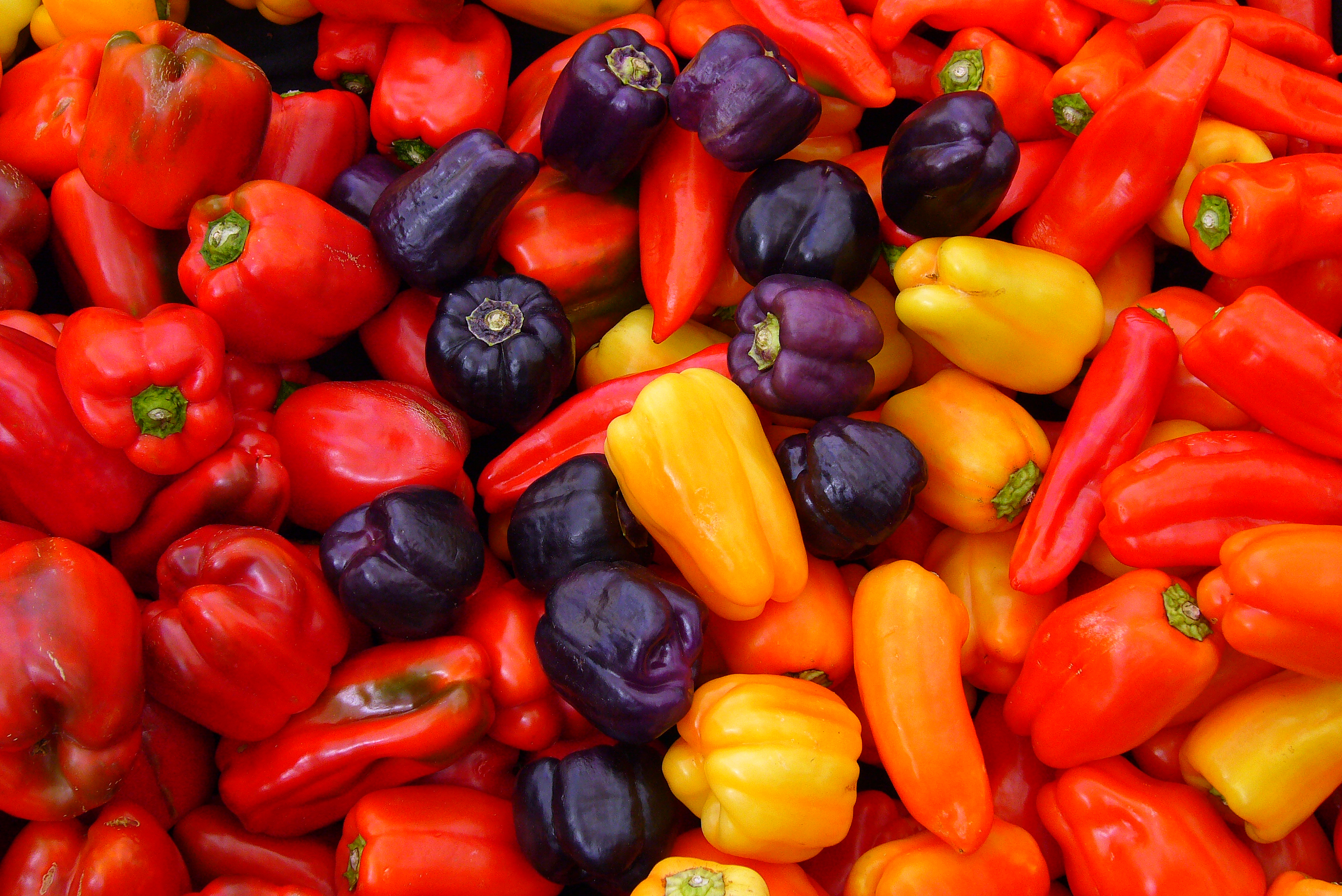
خليط فليفلة حولية

الاسم الذي يطلق على ثمار الفلفل يختلف بين البلدان الناطقة بالإنجليزية. تسمى الأنواع الغير حارّة بالفليفلة (capsicums) بينما الأنواع الحارة جداً فتسمى بالفلفل (chilli, chillies) في أستراليا، نيوزلاندا، والهند.
البابارونكيني تسمى أيضاً الفلفل الحلو. مصطلح الفليفلة الحلوة لم يستخدم قط، لكن نوع C. anuum الذي لديه شكل الجرس وحار فيدعى الفلفل الجرس (bell pepper).
بينما الأنواع غير الحارّة تسمى ببساطة بالفلفل (وأيضاً الفلفل الأخضر، الفلفل الأحمر) في كل من إيرلندا، وبريطانيا، أما النوع الحار منها يسمى بالفلفل كذلك (تشيليز، تشيلي).
في الولايات المتحدة وكندا، يطلق على الأنواع غير الحارّة بالفلفل الجرس، أو الفلفل الحلو، أو الفلفل أحمر/أخضر/أصفر، أو ببساطة بالفلفل، بالإضافة إلى الهند التي تطلق عليه أسم الفلفل المانجو/المانجو. أما الأنواع الحارة فتدعى تشيلي/تشيليز أو الفلفل الحار أو تسمى بأسماء خاصة مثل (الفلفل الموز).
في بولندا وهنغاريا، المصطلح بابريكا تستخدم لجميع الأنواع بما فيها الأنواع الحلوة والحارّة، بالإضافة لستخدامها لوصف الفلفل المجفف والتوابل. وايضاً الثمار والبهارات تنسب لهم مصطلح بابريكا أسترا (الفلفل الحار) بابريكا سلودكا (الفلفل الحلو). مصطلح الفلفل (pepper) تستخدم للحبيبات والفلفل الأسود الأرضي (ويشمل الفلفل الأخضر والأحمر والأبيض) لكن ليس الفليفلة. وغالباً يطلق على الفلفل الحار جداً بتشيلي.
في إيطاليا والأجزاء من سويسرا الناطقة بالألمانية والإيطالية، الأنواع الحلوة يطلق عليها بيبيروني والأنواع الحارّة يطلق عليها بيبيرونسينو (حرفياً تعني صغيرة جداً). في ألمانيا، يطلق اسم بابريكا على الأنواع غير الحارّة والبهارات، أما الأنواع الحارّة تسمى ببروني أو تشيلي، أما في النمسا فمصطلح فيفروني؛ وتستخدم من قبل الهولندين بمصطلح الفلفل الجرس خصيصاً، ويسمى المسحوق بالتشيلي والفلفل الحار بأنواعه يسمى فلفل سبانسي (Spanish pepper). رغم أن من إطلاق اسم بابريكا (باللغتين يلفظان إما ألمانيا (paprika) أو بالفرنسية والإيطالية (paprika)) في سويسرا على توابل الفلفل. ويدعى الفليفلة في فرنسا بوفيرون.
في المناطق الناطقة للإسبانية، تستخدم العديد من الأسماء المختلفة للأصناف والتحضيرات. في المكسيك، مصطلح تشيل أطلق على الفلفل الحار، والأنواع غير الحارّة تسمى بمينتو (للمذكر وبمينتا للمؤنث). في مناطق أخرى مثل تشيل، بيرو، بورتو ريكو، الأرجنتين تستخدم الفلفل الحار (ají). في إسبانيا، يسمى الفلفل العادي ببمينتو والفلفل الحار بجوانديلا. وأيضاً في الأرجنتين وإسبانيا، الصنف C. chacoense يعرف عادةً بوتابريو (putaparió) ويعني يالعامية «تباً» وذلك لطعمه الحار واللاذع بشكل كبير جداً. في الإنجليزية الهندية، مصطلح الفليفلة يستخدم فقط لنوع Capsicum annuum. كل أصناف الفلفل الحار يطلق عليها تشيلي. في شمال الهند وباكستان، Capsicum annuum يطلق عليه شيملا ميرش وكونداي موزهاكي في التاميل والتي تترجم إلى أومبريلا تشيلي (umbrella chilli) بسبب شكلها الخارجي. وبالصدفة، الشيملا هي أشهر المحطات في الهند (شيملا ميرش وميرش تعني فلفل)
في اليابان، tōgarashi (唐辛子, トウガラシ "Chinese mustard")ترجع للفلفل الحار، وخاصة للمسحوق الحار والذي يستخدم كتوابل، بينما الفلفل الحلو تسمى pīman ピーマン) من بيمنت بالفرنسية وبيمينتو بالإسبانية).

## صور من أصناف الفليفلة
نوع C.annuum

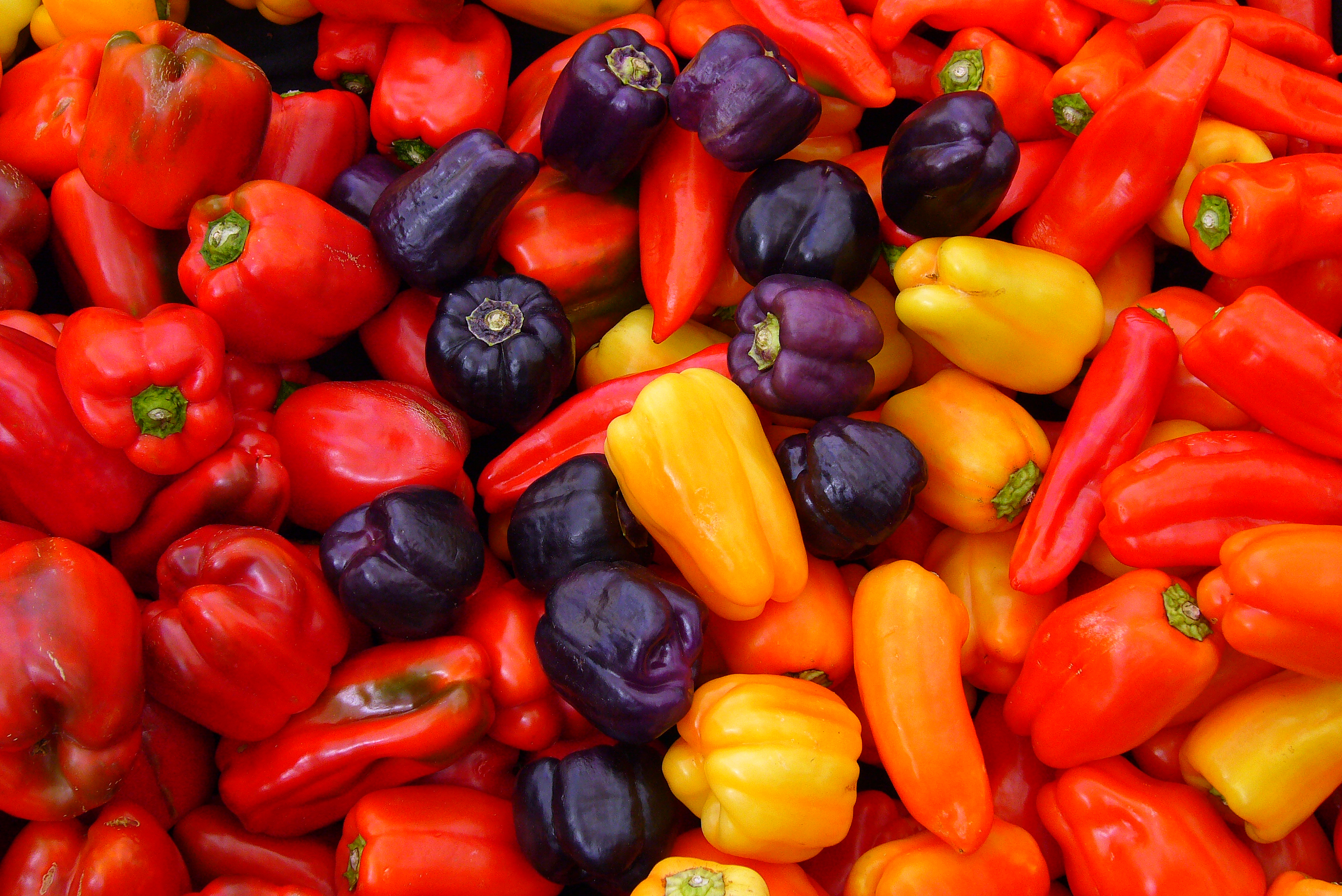
C. annuum نوع
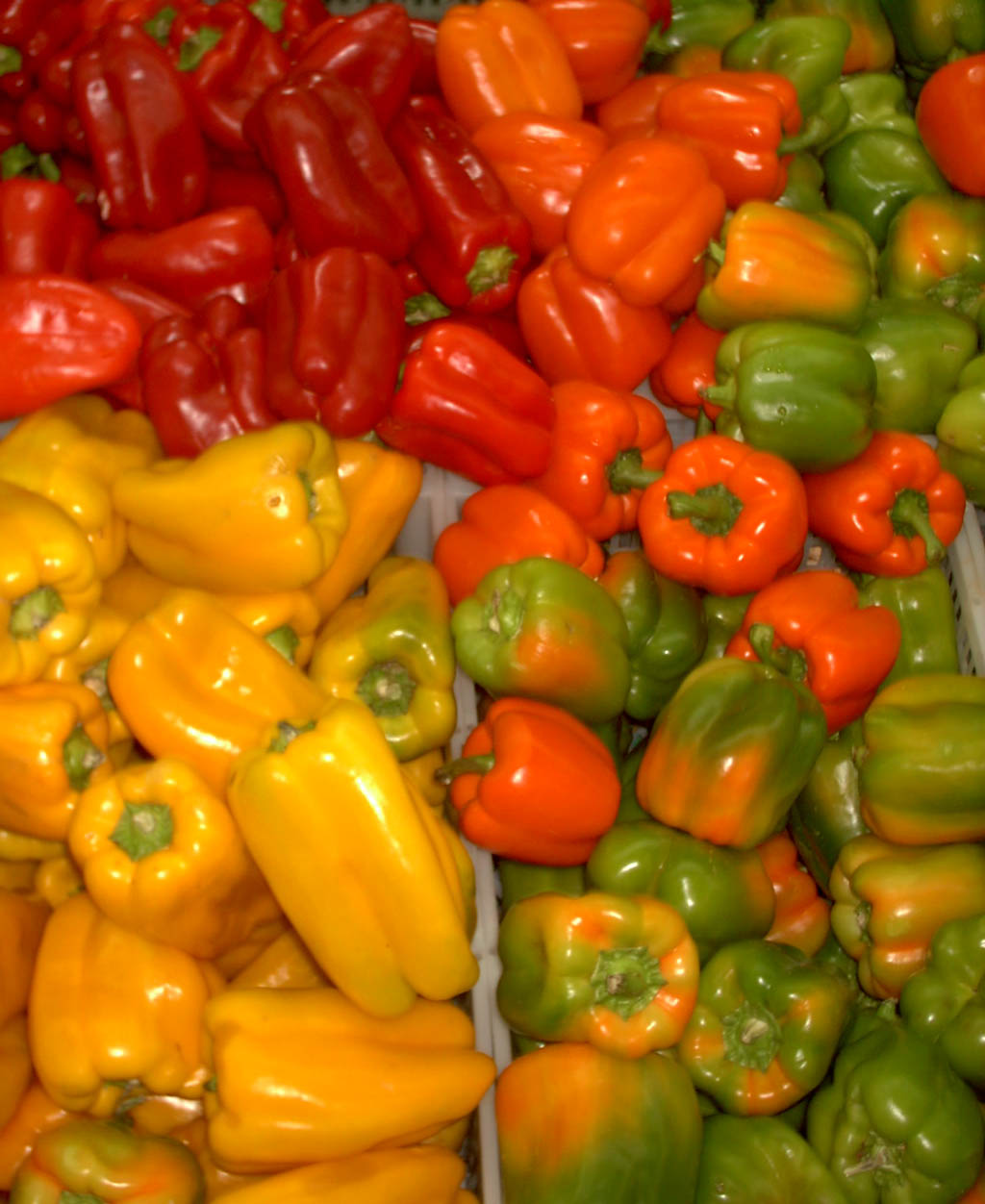
أصناف من الفليفلة الملونة
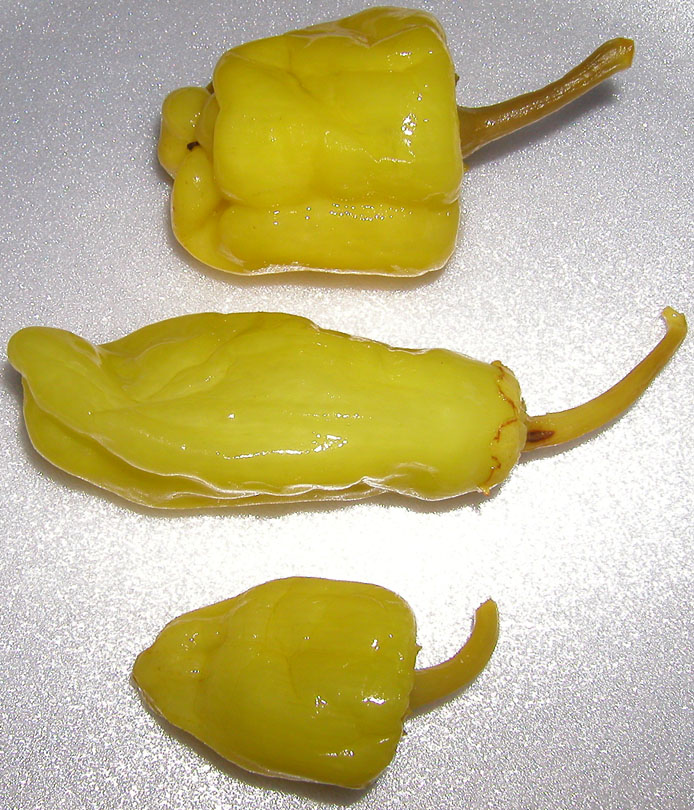
بيبرونسيني (C. annuum)
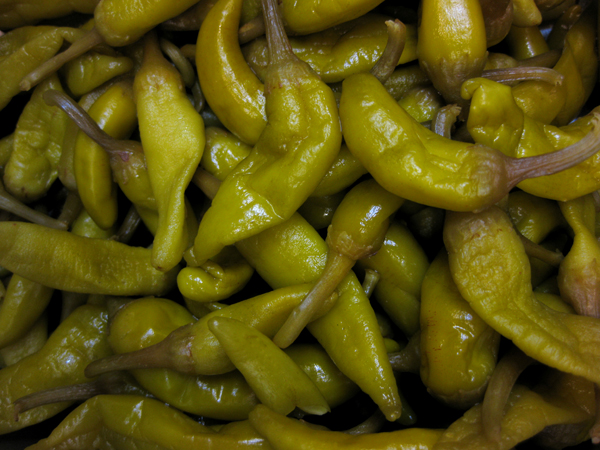
بيبرونسيني في مطعم كباب
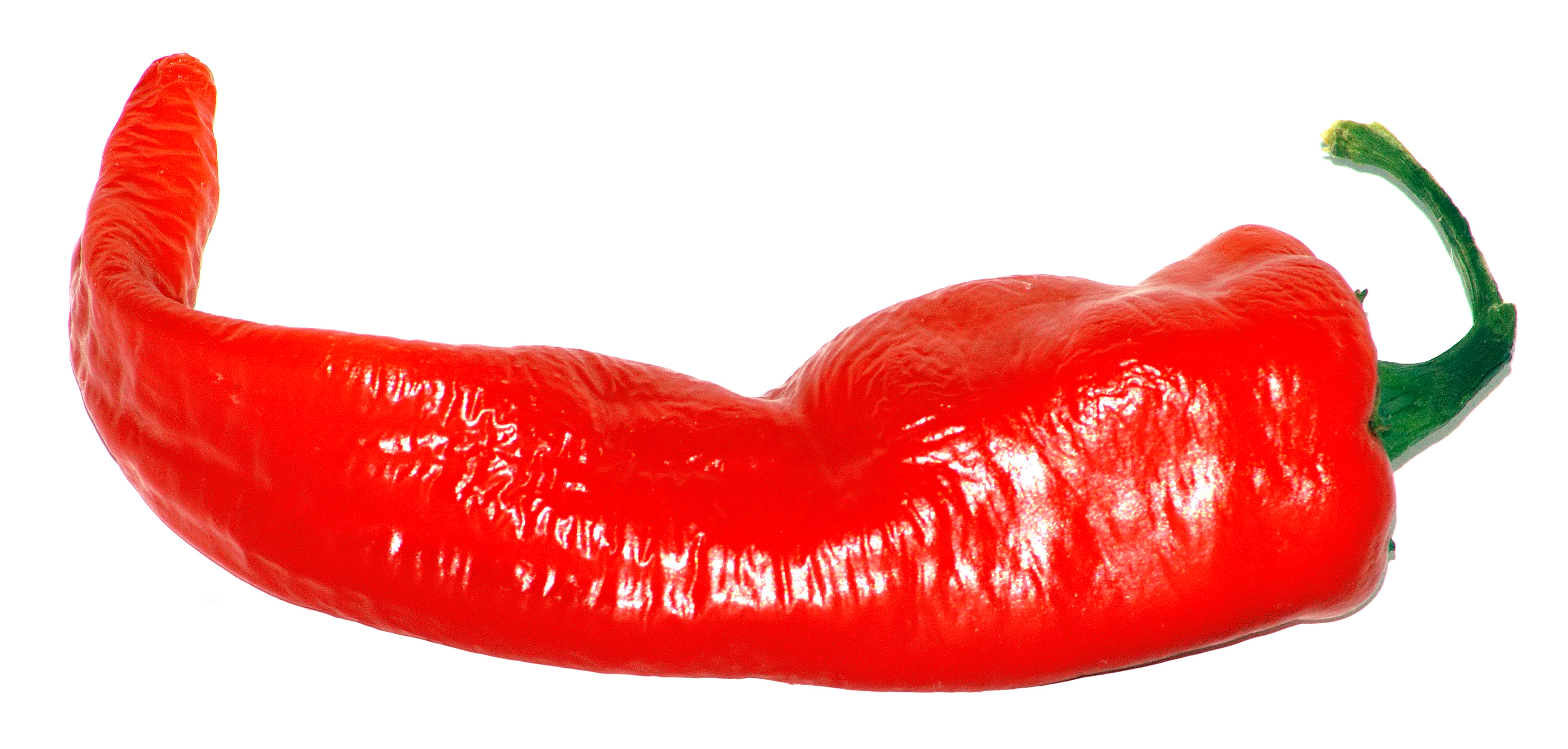
فليفلة حريفة (C. annuum)
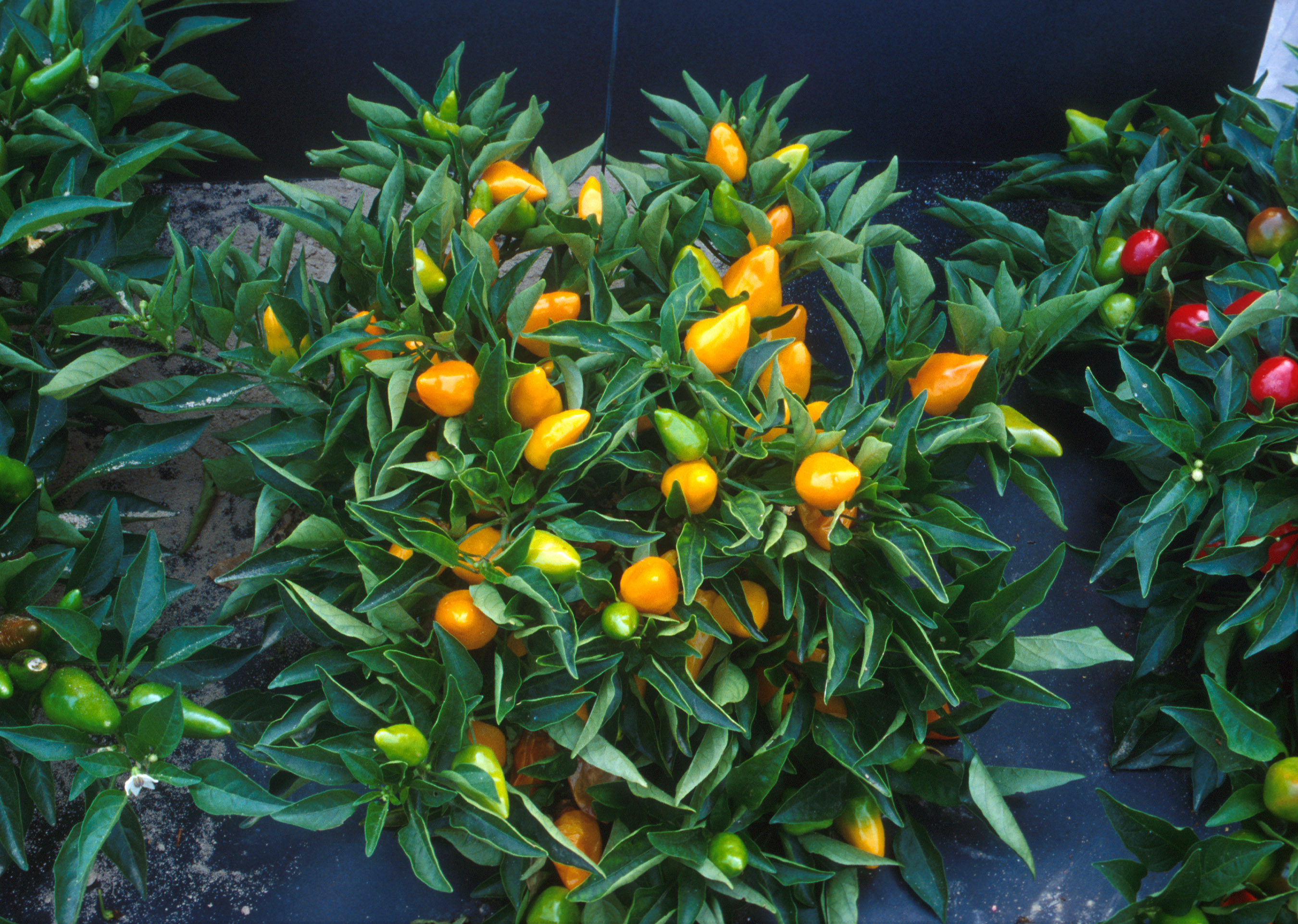
نبات مركب من فليفلة برتقالية
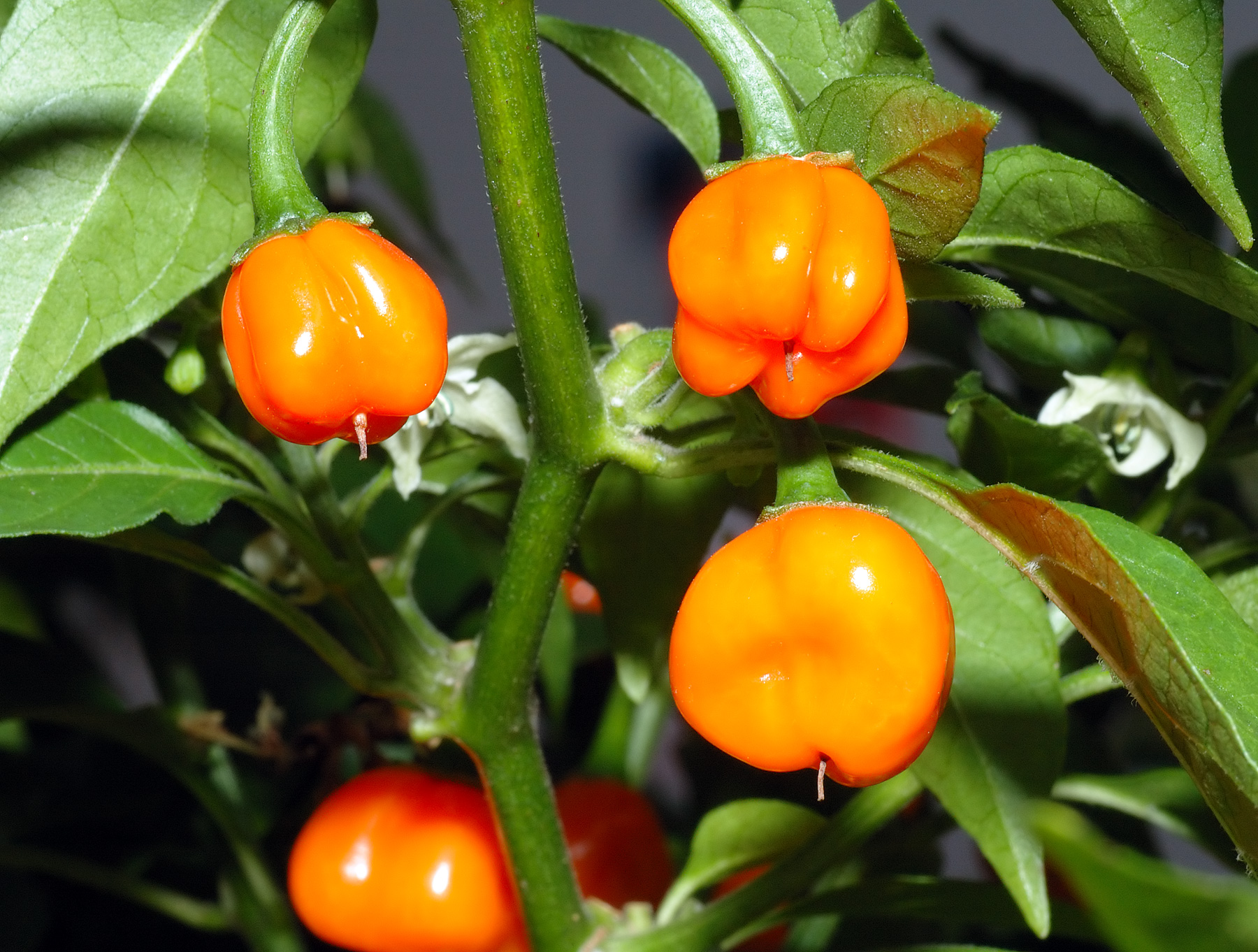
هابانيرو الفلفل الحار ( (C. chinense Jacquin) نبات مع الزهور والثمار
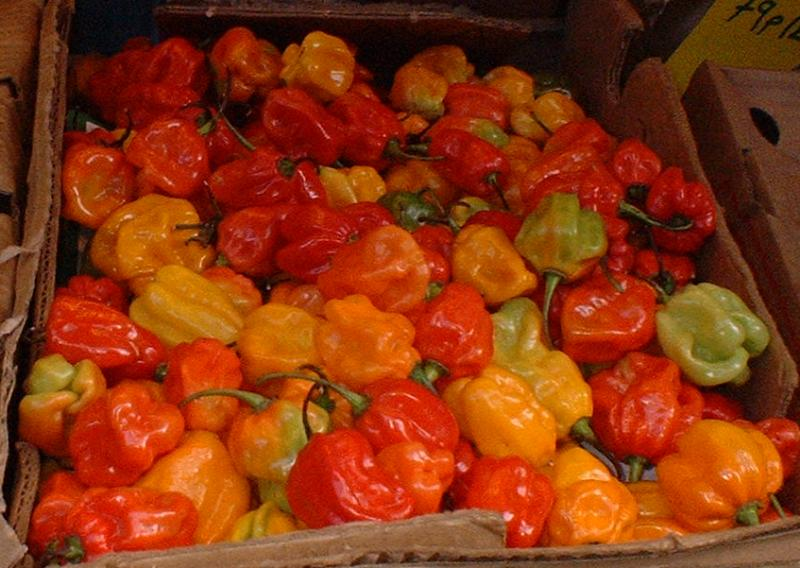
سكوتش بونيه (C. chinense) في السوق منطقة البحر الكاريبي
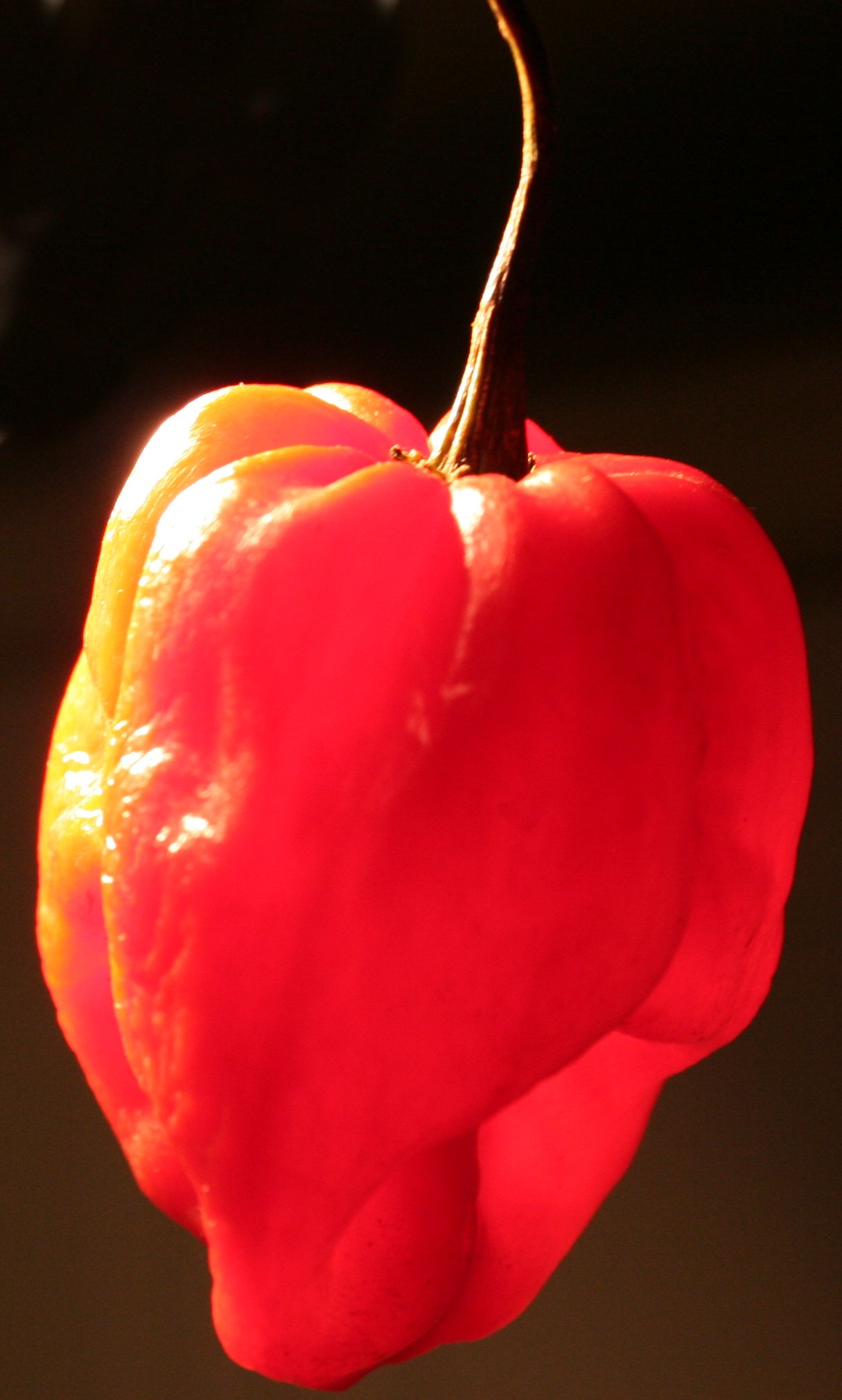
سكوتش بونيه
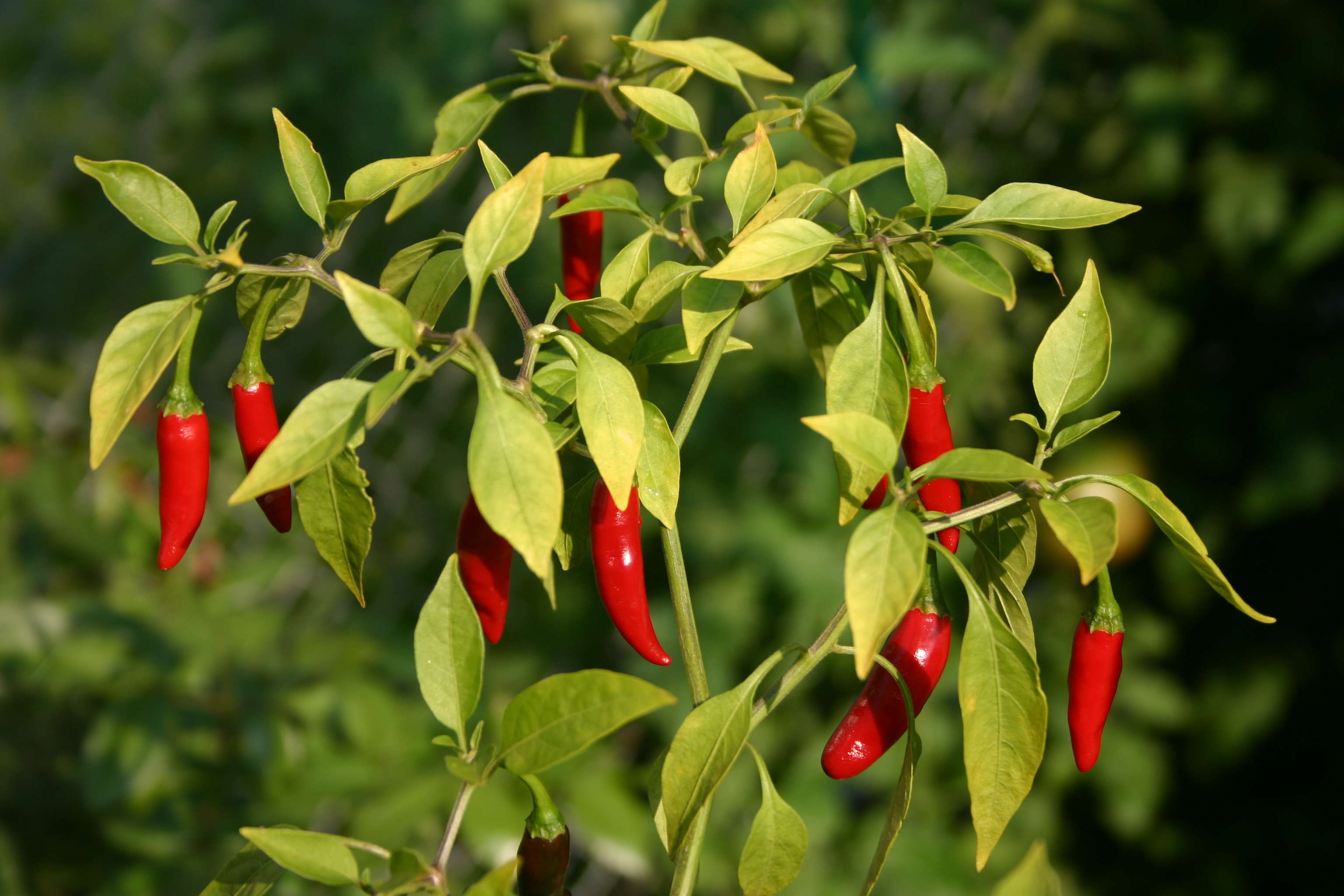
فلفل تايلاندي (C. annuum)
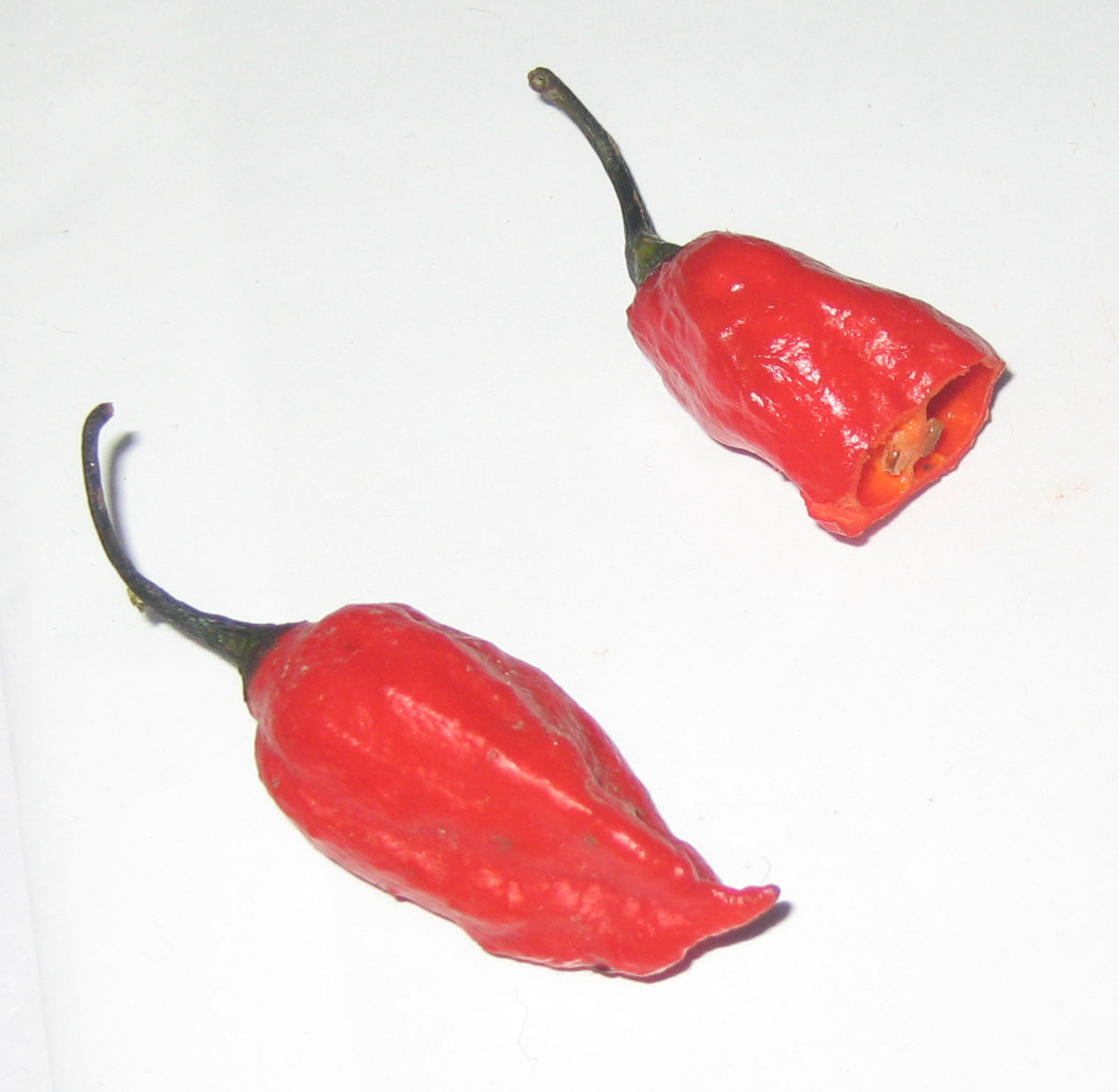
Naga jolokia pepper (ناغا جولوكي (نبات)) (C. chinense x C. frutescens)
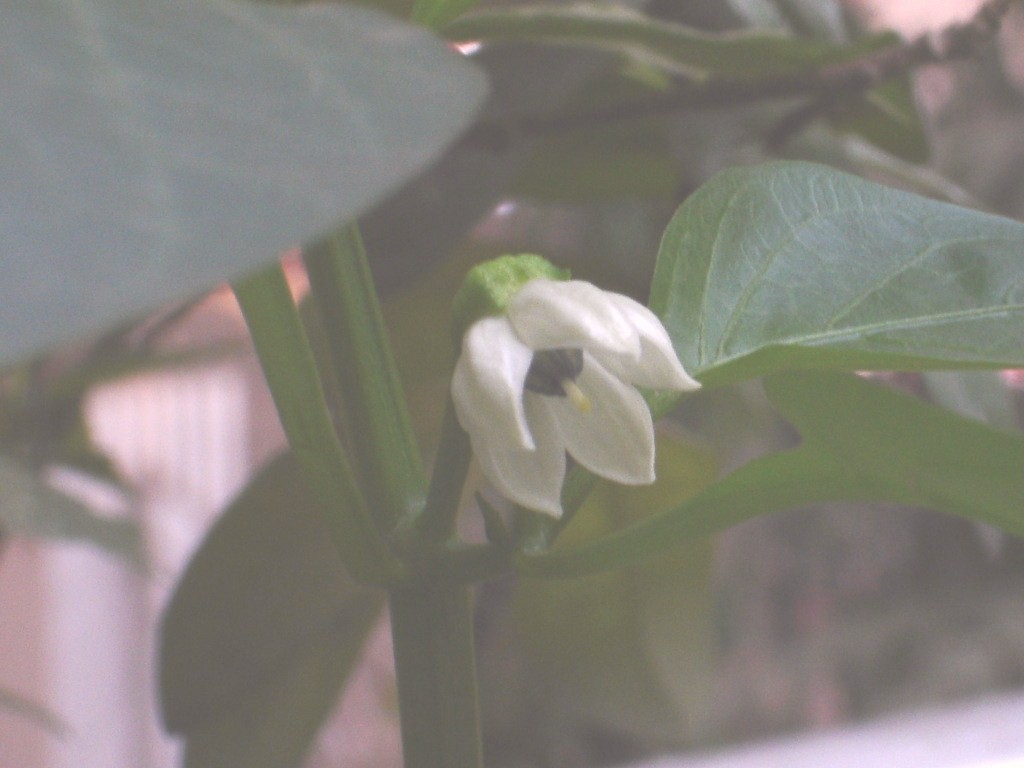
C. annuum وردة
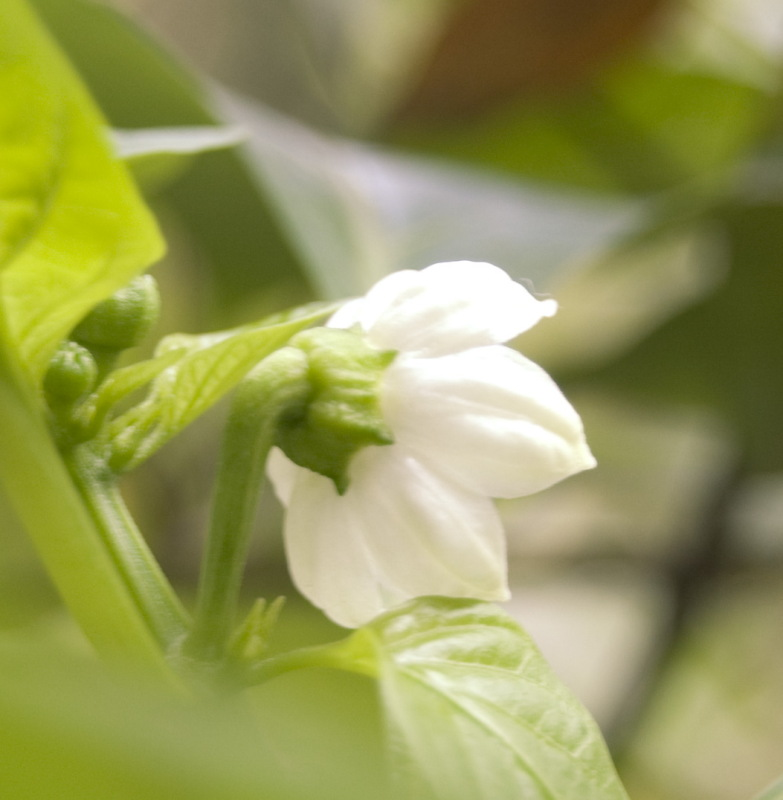
C. annum وردة قريبة لنبتة
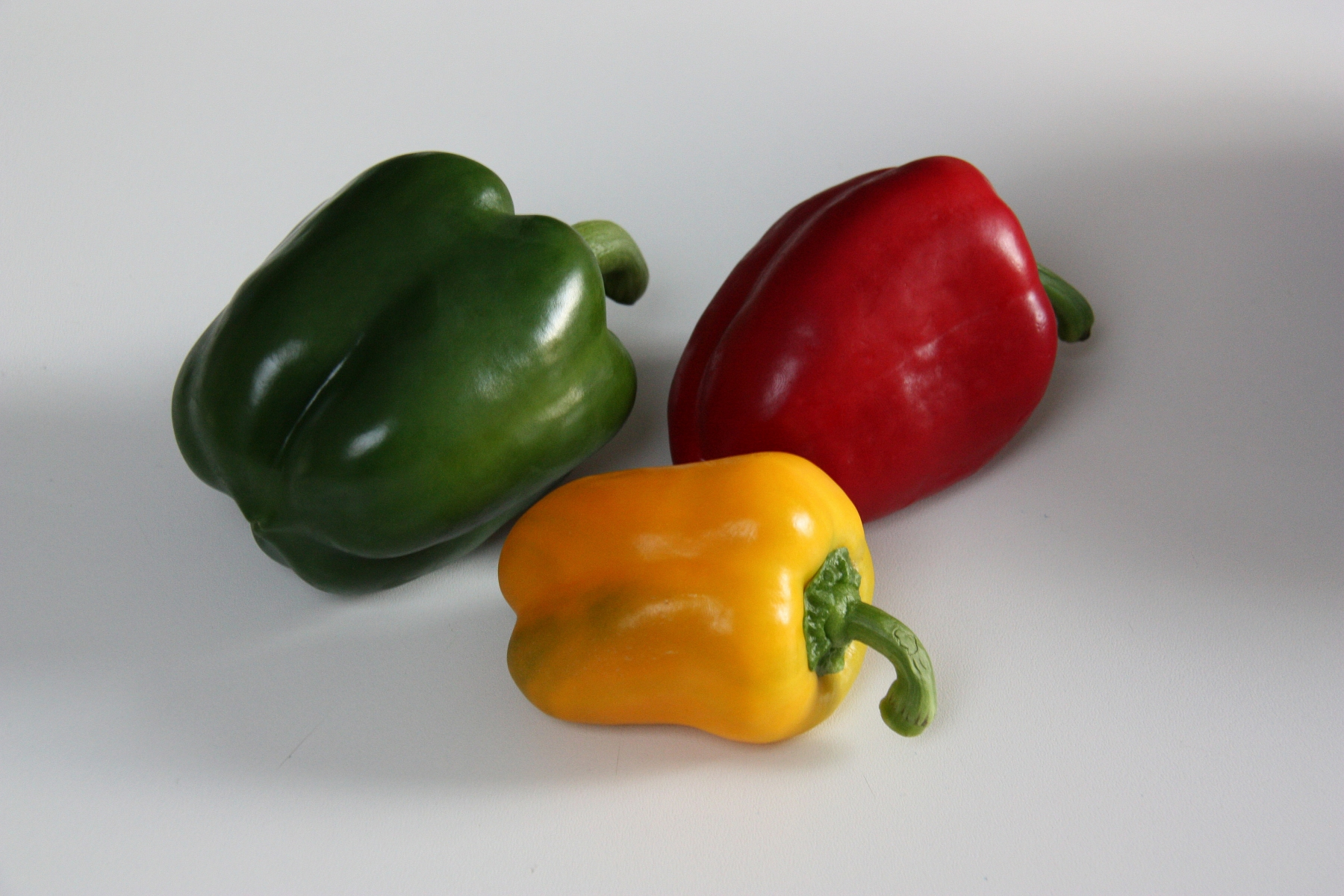
فليفلة أخضر وأصفر وأحمر
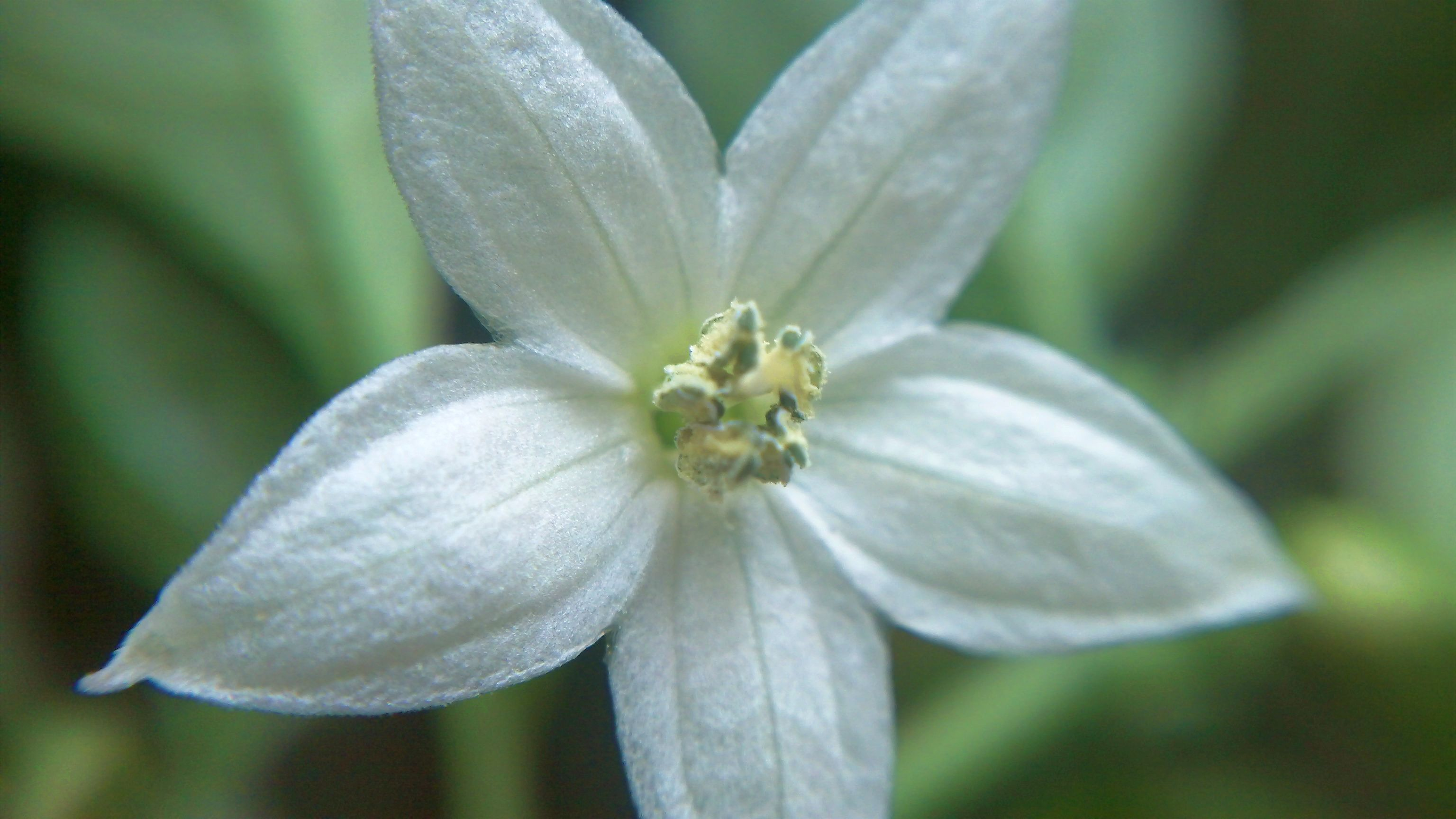
زهرة حمراء للفلفل الحار بانغي، ماليزيا
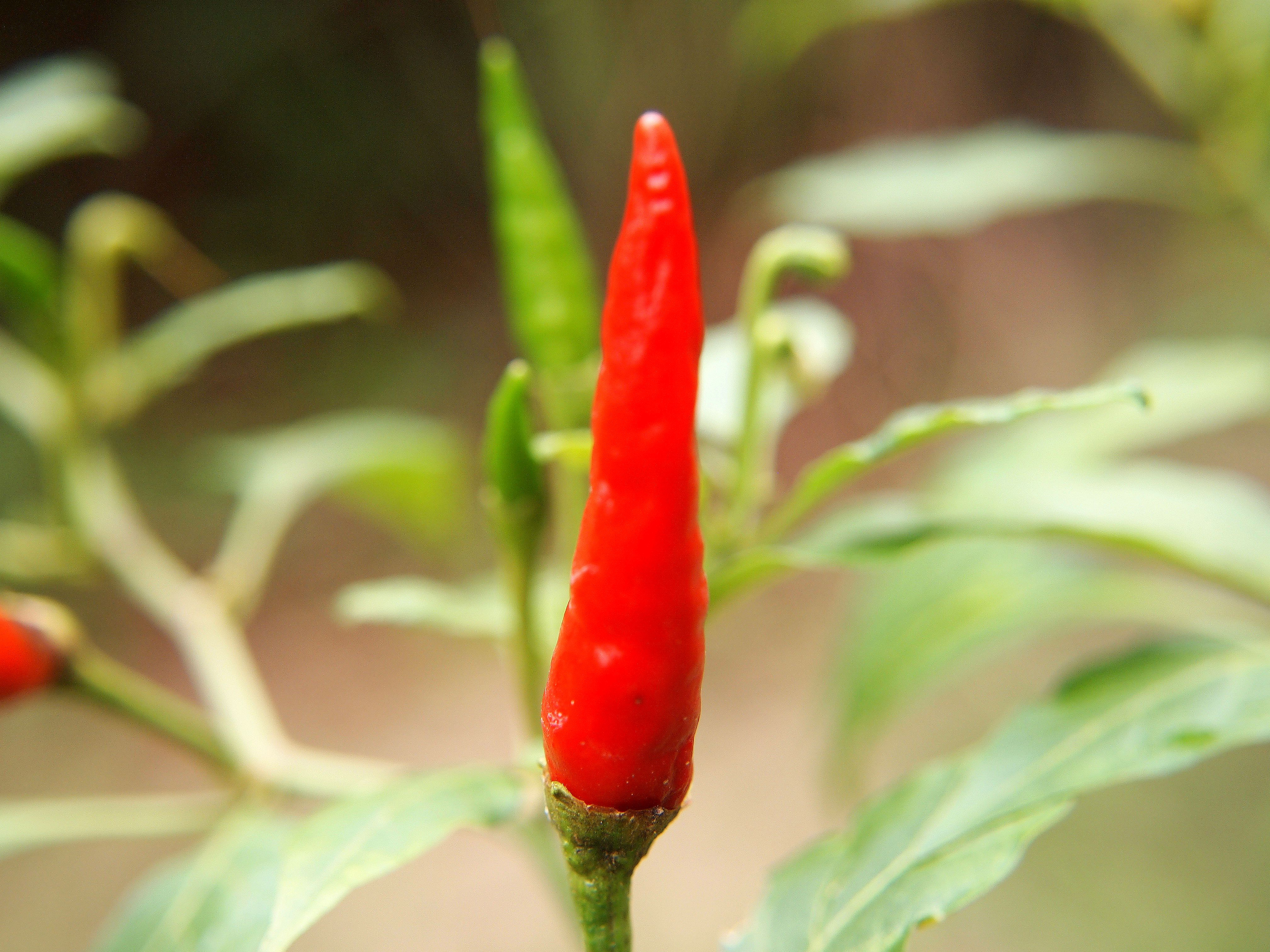
فلفل صغير ولكن حار جدا في ماليزيا
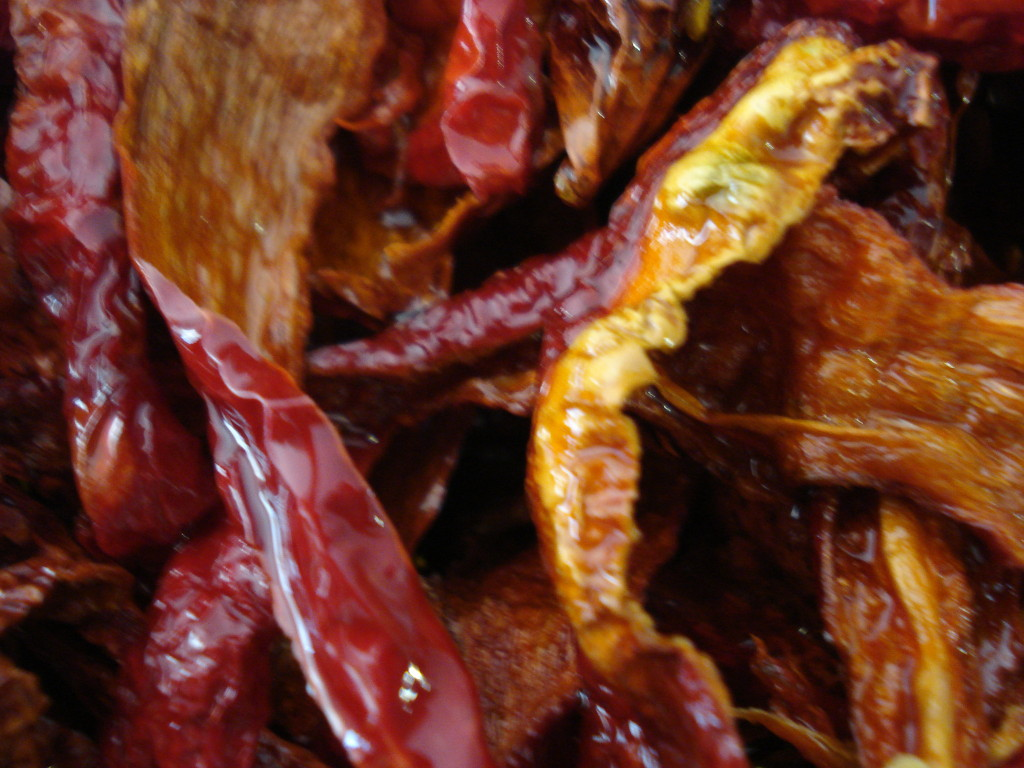
فلفل مقدد و مجفف من بازيليكاتا